# Eparchie Halitsch
Die Eparchie Halitsch (später Eparchie Halitsch und Lemberg) war eine orthodoxe Diözese von etwa 1134 bis 1700 in Galizien in der heutigen Ukraine.
Die Eparchie wurde um 1134 aus der Eparchie Wladimir herausgelöst. Sie umfasste das Gebiet des Fürstentums Halitsch.
Seit 1303 war der Bischof von Halitsch Metropolit von Galizien.
1540 wurde der Sitz der Eparchie nach Lemberg verlegt.
1596 blieb die Eparchie nach der Union von Brest orthodox und wurde erst 1677/1700 uniert.